# Danuta Stenka
Danuta Maria Stenka-Grzelak (ur. 10 października 1961 w Sierakowicach) – polska aktorka teatralna, filmowa, radiowa i dubbingowa.
Jako aktorka debiutowała w 1984 na scenie Teatru Współczesnego w Szczecinie, następnie grała również w Teatrze Nowym w Poznaniu oraz warszawskich teatrach: Dramatycznym, Rozmaitości i Narodowym. Od 1988 występuje w Teatrze Telewizji. Na ekranie zadebiutowała rolą Elżbiety w filmie telewizyjnym Rozmowy o miłości (1990). Do najważniejszych ról w jej karierze aktorskiej należą występy w filmach: Cudze szczęście, Chopin. Pragnienie miłości, Nigdy w życiu!, Katyń, Idealny facet dla mojej dziewczyny, Uwikłanie i Nad życie oraz w serialach telewizyjnych: Boża podszewka, Pogoda na piątek, Lekarze i Nieobecni. Z dubbingu została zapamiętana jako Biała Czarownica z serii filmów animowanych Opowieści z Narnii, Gertruda z Zaplątanych oraz Galadriela z trylogii filmowej Hobbit. Wystąpiła również w kaszubskim dubbingu filmu Jezus w roli Marii.
Zdobywczyni licznych nagród filmowych, w tym pięciu Złotych Kaczek, dwóch Orłów i Złotego Mikrofonu. Laureatka Grand Prix na 61. Kaliskich Spotkaniach Teatralnych – Festiwalu Sztuki Aktorskiej (2021) za rolę Charlotty w przedstawieniu Sonata jesienna (1978) Ingmara Bergmana w Teatrze Narodowym. Uhonorowana Srebrnym Medalem „Zasłużony Kulturze Gloria Artis” i Krzyżem Kawalerskim Orderu Odrodzenia Polski. Wielokrotnie uwzględniana w rankingu „100 najcenniejszych gwiazd polskiego show-biznesu” sporządzonym przez magazyn „Forbes”, najwyżej w 2009 – na 25. miejscu.

## Życiorys
Urodziła się 10 października 1961 w Sierakowicach, a dzieciństwo spędziła w Gowidlinie na Kaszubach. Jej matka była nauczycielką języka rosyjskiego, a ojciec elektromonterem. Ma starszego o dwa lata brata, Eugeniusza. Ukończyła klasę o profilu matematyczno-fizycznym I LO im. Hieronima Derdowskiego w Kartuzach. Po maturze uczyła języka rosyjskiego w gowidlińskiej szkole.
W 1984 ukończyła Studium Aktorskie przy Teatrze Wybrzeże w Gdańsku oraz zadebiutowała na scenie Teatru Współczesnego w Szczecinie rolą Abigail w Czarownicach z Salem w reż. Inki Dowlasz. Za rolę postaci Pauliny w Białym małżeństwie w reż. Ryszarda Majora odebrała nagrodę dla młodego twórcy na XXVII Festiwalu Teatru Polski Północnej w Toruniu. W kolejnych latach na szczecińskiej scenie grała m.in. Zofię Plejtus w Matce, Zoe w sztuce W mrokach złotego pałacu, czyli Bazylissa Teofanu, Pannę Młodą w Weselu i Maję Ochołowską w Opętanych.

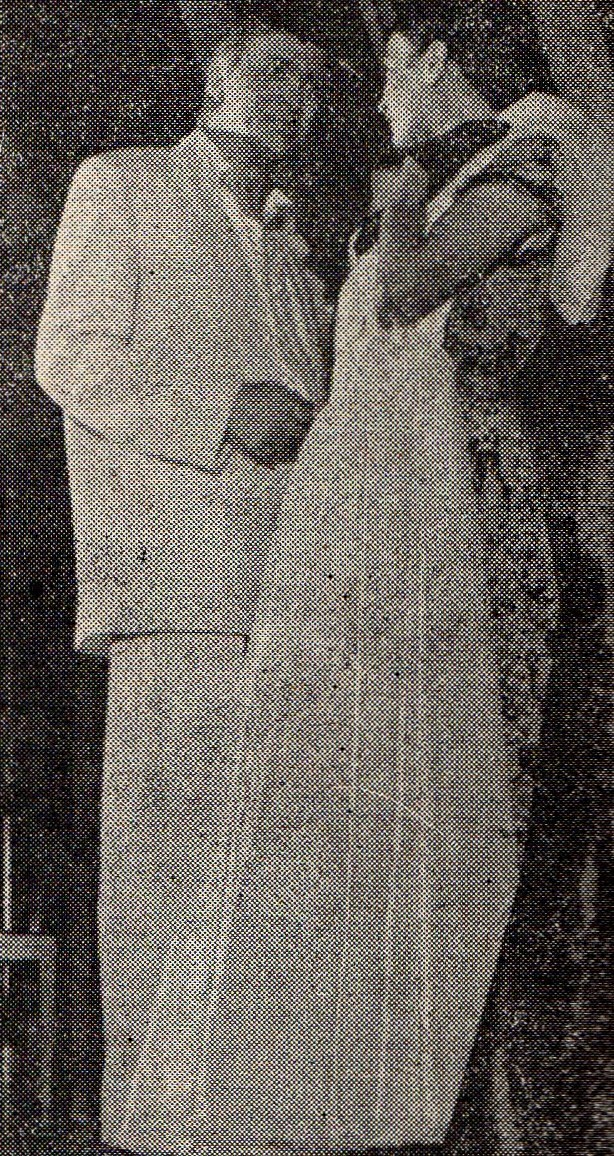
Stenka i Michał Grudziński podczas spektaklu Tartuffo w Teatrze Nowym w Poznaniu w 1989

W 1988 po czterech sezonach grania w Teatrze Współczesnym dołączyła do zespołu Teatru Nowego w Poznaniu. Za rolę postaci Zosi w Damach i huzarach w reż. Janusza Nyczaka otrzymała wyróżnienie na Opolskich Konfrontacjach Teatralnych „Klasyka Polska” i Medal Młodej Sztuki. Także w 1988 debiutowała w Teatrze Telewizji główną rolą w Listach do Niny w reż. Ryszarda Majora oraz zagrała swoją pierwszą rolę serialową – Zochę w Crimenie.
W 1990 debiutowała w filmie rolą Elżbiety w produkcji telewizyjnej Mirosława Gronowskiego Rozmowy o miłości. W 1991 została aktorką Teatru Dramatycznego w Warszawie, na którego scenie debiutowała występem w Metamorfozach w reż. Michaela Hacketta, następnie wystąpiła m.in. jako Maria w Woyzecku w reż. Pawła Wodzińskiego oraz Grzech (Circe) w Magii grzechu w reż. Tadeusza Słobodzianka, a także w spektaklach Krzysztofa Warlikowskiego jako tytułowa bohaterka w Elektrze oraz Katarzyna w Poskromieniu złośnicy. W 1993 grała mamę w serialu dla dzieci Mama – Nic. W 1995 debiutowała na wielkim ekranie rolą Marty Moraczewskiej w filmie Krzysztofa Langa Prowokator. W latach 1997–1998 występowała w roli Marii Jurewicz w serialu TVP1 Boża podszewka. W 1999 za rolę Anny Kowalskiej w Cudzym szczęściu (1998) Mirosława Borka była nominowana do Orła w kategorii „Najlepsza główna rola kobieca”.
W 2001 zaczęła występować jako Jola Jabłońska w serialu radiowym W Jezioranach oraz zadebiutowała na scenie Teatru Rozmaitości w Warszawie rolą Helene w Uroczystości (reż. Grzegorz Jarzyna); na potrzeby roli odmieniła swój wizerunek, ścinając włosy. W 2003 występowała jako Marta Tokarska w serialu TVP1 Zaginiona. Odebrała też szereg nagród: za rolę wdowy Bradshaw w Zwycięstwie w reż. Heleny Kaut-Howson otrzymała Paszport „Polityki”, za wykreowanie postaci George Sand w filmie Chopin. Pragnienie miłości odebrała Orła za najlepszą główną rolę kobiecą i Złotą Kaczkę dla najlepszej polskiej aktorki, ponadto zespół artystyczny Teatru Polskiego Radia przyznał jej nagrodę Wielkiego Splendoru.

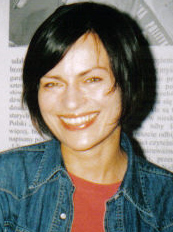
Stenka (2007)

Ogólnopolską popularność zapewniła jej rola Judyty, głównej bohaterki filmu Ryszarda Zatorskiego Nigdy w życiu! (2004), ekranizacji powieści Katarzyny Grocholi o tym samym tytule. W 2004 uczestniczyła w sztafecie z ogniem olimpijskim podczas Letnich Igrzysk Olimpijskich w Atenach. W 2006 została aktorką warszawskiego Teatru Narodowego. W latach 2006–2007 grała Grażynę Borowik-Zamecznik, główną bohaterkę serialu TVP2 Pogoda na piątek. Za tę rolę w 2006 była nominowana do Telekamery w kategorii „Aktorka”. Również w 2006 za rolę Ellidy Wangel w Kobiecie z morza na scenie Teatru Dramatycznego otrzymała Nagrodę im. Aleksandra Zelwerowicza przyznawaną przez redakcję miesięcznika „Teatr”.
W 2007 wróciła po 19 latach na scenę Teatru Współczesnego w Szczecinie rolą Rozkosznej w spektaklu Cz@t. Projekt rozmyślnie niedokończony w reż. Agnieszki Cianciary i Bartosza Jarzymowskiego. Oprócz tego zagrała w serialach Odwróceni i Tajemnica twierdzy szyfrów oraz wystąpiła w koncercie ku pamięci Jana Pawła II „Gorzkie żale” w reż. Jerzego Bielunasa oraz w spektaklu Teatru Telewizji Pastorałka w reż. Laco Adamíka. W 2008 za rolę Róży w Katyniu Andrzeja Wajdy otrzymała Orła w kategorii „Najlepsza drugoplanowa rola kobieca”.

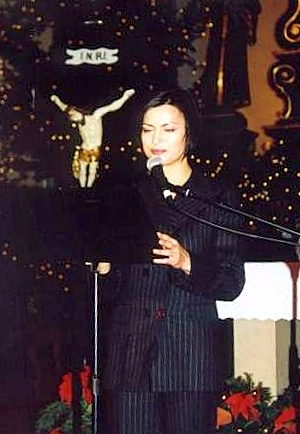
Danuta Stenka podczas czytania kaszubskiego tłumaczenia Biblii w ramach projektu „Verba Sacra”

Czytuje kaszubskie tłumaczenia Biblii w wejherowskiej kolegiacie – podczas corocznych koncertów w ramach projektu „Verba Sacra”.
W 2009 za podwójną rolę – Teresy Wodzień i jej siostry, Marii Chmurskiej – w filmie Tomasza Koneckiego Idealny facet dla mojej dziewczyny otrzymała Złotą Kaczkę w kategorii „Najlepsza rola kobieca sezonu 2008/2009”. W listopadzie 2009 wystąpiła gościnnie w parze ze Stefano Terrazzino w jednym z odcinków 10. edycji programu TVN Taniec z gwiazdami.
W 2010 odebrała statuetkę Fenomenu „Przekroju” i otrzymała nagrodę w kategorii „Teatr i film” w plebiscycie „Mistrzynie stylu XX-lecia” magazynu „Twój Styl”, a także pojawiła się jako Urszula w filmie Patryka Vegi Ciacho oraz użyczyła głosu Gertrudzie w polskiej wersji językowej filmu animowanego Zaplątani. W 2011 zagrała komisarz Annę Oster, główną bohaterkę serialu TVP2 Instynkt, oraz wykreowała postać Telakowej w filmie Jacka Bromskiego Uwikłanie. Ponadto została uhonorowana Srebrnym Medalem „Zasłużony Kulturze Gloria Artis” i Medalem Stolema oraz odebrała Złoty Mikrofon za „wybitne role wykreowane w Teatrze Polskiego Radia”. W latach 2012–2014 występowała jako Elżbieta Bosak, pulmonolog i dyrektor szpitala w serialu TVN Lekarze, jak też w internetowej kontynuacji serialu – Lekarze po godzinach.
W 2012 wróciła po 22 latach na scenę Teatru Nowego w Poznaniu, występując w spektaklu Jerzego Satanowskiego Życie to nie teatr, ponadto zagrała doktor Bielecką w filmie Anny Pluteckiej-Mesjasz Nad życie o życiu Agaty Mróz-Olszewskiej oraz Marię, dawną miłość Andrzeja Wolskiego (Jerzy Radziwiłowicz) w serialu HBO Bez tajemnic. Ponadto za rolę Klitajmestry w spektaklu Oresteja (Teatr Narodowy, reż. Maja Kleczewska) była nominowana do zdobycia nagrody Róże Gali w kategorii „Teatr”. W 2013 czytała powieść Ireny Matuszkiewicz Modliszka na antenie Vox FM i wystąpiła w filmie krótkometrażowym Łukasza Ostalskiego Matka, a w listopadzie premierę miała książka biograficzna Stenki pt. „Flirtując z życiem”, będąca wywiadem-rzeką przeprowadzonym przez Łukasza Maciejewskiego.
W 2014 wystąpiła jako Zdzisława Bytnarowa, matka Jana Bytnara, ps. „Rudy” w Kamieniach na szaniec, ekranizacji powieści Aleksandra Kamińskiego Kamienie na szaniec o tym samym tytule. Zagrała także kolejne role teatralne: Hram w sztuce Władimira Sorokina Lód na scenie Teatru Narodowego oraz Pannę Rash w Koncercie życzeń, monodramie koprodukcji nowohuckiej Łaźni Nowej i warszawskiego Teatru Rozmaitości w reż. Yany Ross. W 2015 zasiadała w jury programu Polsatu Celebrity Splash!, prowadziła program Zabójcze zauroczenie w ID, zagrała w jednym z odcinków niemieckiego serialu Telefon 110 i wsparła akcję charytatywną Programu I Polskiego Radia „Choinki Jedynki”, przekazując swoją pracę na licytację. Ponadto została uhonorowana Krzyżem Kawalerskim Orderu Odrodzenia Polski za „wybitne zasługi dla kultury polskiej i za osiągnięcia w pracy artystycznej”, a za rolę w spektaklach Druga kobieta i Koncert życzeń (oba w warszawskim Teatrze Rozmaitości) była nominowana do zdobycia nagrody w plebiscycie Gwarancje Kultury w kategorii „Teatr”.
W 2016 wystąpiła jako matka Ani w filmie Mitji Okorna Planeta singli, a także grała tytułową rolę w spektaklu Matka Courage i jej dzieci (Teatr Narodowy) w reż. Michała Zadary. W 2017 wystąpiła w roli generałowej w filmie Marii Sadowskiej Sztuka kochania. Historia Michaliny Wisłockiej i serialu TVP1 Wojenne dziewczyny, ponadto zagrała Rudolfa w filmie Tomasza Koneckiego Listy do M. 3, a za występ w słuchowisku Polskiego Radia Lilia Weneda otrzymała nagrodę za najlepszą rolę żeńską na 17. Festiwalu „Dwa Teatry” w Sopocie. Również w 2017 premierę miało słuchowisko Biblia Audio. Superprodukcja z udziałem m.in. Stenki.
W 2018 czytała powieść Marii Kuncewiczowej Cudzoziemkę w ramach audycji „Książka do słuchania” na antenie Programu II Polskiego Radia i wystąpiła na scenie Teatru Narodowego w Warszawie w podwójnej roli – Manii i Matki – w spektaklu Ślub w reż. Eimuntasa Nekrošiusa, ponadto zagrała Krystynę Kwiatkowską, matkę Ani (Agnieszka Więdłocha) w filmie Sama Akiny Planeta singli 2 oraz Lucynę w filmie Jacka Gwizdały Klecha. Ponadto w 2018 premierę miało wznowienie książki biograficznej Stenki „Flirtując z życiem”, wzbogacone o jej kolejne rozmowy z Maciejewskim. W latach 2018–2019 grała Bognę Mróz, ordynatorkę szpitala i czarny charakter w serialu TVN Diagnoza. W 2019 ponownie wcieliła się w Krystynę Kwiatkowską, tym razem na potrzeby filmu Planeta singli 3, a także zagrała Dorotę Kołeczek w filmie Marcina Głowackiego 1800 gramów i Krystynę w filmie Jacka Bromskiego Solid Gold, ponadto użyczyła głosu Sarabi w polskiej wersji językowej filmu Król lew.
W 2020 zagrała Zofię Krasucką, matkę Gabi (Vanessa Aleksander) w filmie Jana Komasy Sala samobójców. Hejter, a także zaczęła występować w roli Elżbiety Zawady w serialu Playera Nieobecni. W 2021 pojawiła się jako Rudolf w filmie Patricka Yoki Listy do M. 4.
W styczniu 2025 została uhonorowana Krzyżem Kawalerskim Orderu Odrodzenia Polski.

## Wpływ na popkulturę
Pozostaje jedną ze „100 najcenniejszych gwiazd polskiego show-biznesu” według danych magazynu „Forbes”, a jej wizerunek został wyceniony przez reklamodawców na: 332 tys. zł w 2008 (57. miejsce), 398 tys. zł w 2010 (48. miejsce), 385 tys. zł w 2012 (49. miejsce), 278,5 tys. w 2013 (91. miejsce) i 264,5 tys. zł w 2014 (52. miejsce). Wystąpiła w kampaniach reklamowych: Euro Banku, producenta szkieł progresywnych Varilux oraz producenta farb do ścian Magnat.
W 2008 wsparła kampanię społeczną „Chronię życie przed rakiem szyjki macicy”, biorąc udział w sesji zdjęciowej do kalendarza na rok 2009. W 2015 została ambasadorką kampanii społecznej Stowarzyszenia Rodziców i Przyjaciół Dzieci Niewidomych i Słabowidzących „Tęcza” pod hasłem „Zobacz. Niewidome dzieci”, w 2016 wystąpiła w kampanii społecznej „Kultura na Widoku”, a w 2018 zaangażowała się w kampanię informacyjną „Czas na wzrok 40+”.
Wizerunek Stenki znalazł się na tytułowych okładkach wielu czasopism, takich jak m.in. „Viva!”, „Twój Styl” czy „Sens”.

## Życie prywatne
W sierpniu 1988 wyszła za aktora Janusza Grzelaka, z którym ma dwie córki: Paulinę (ur. 1993) i Wiktorię.

## Nagrody i wyróżnienia

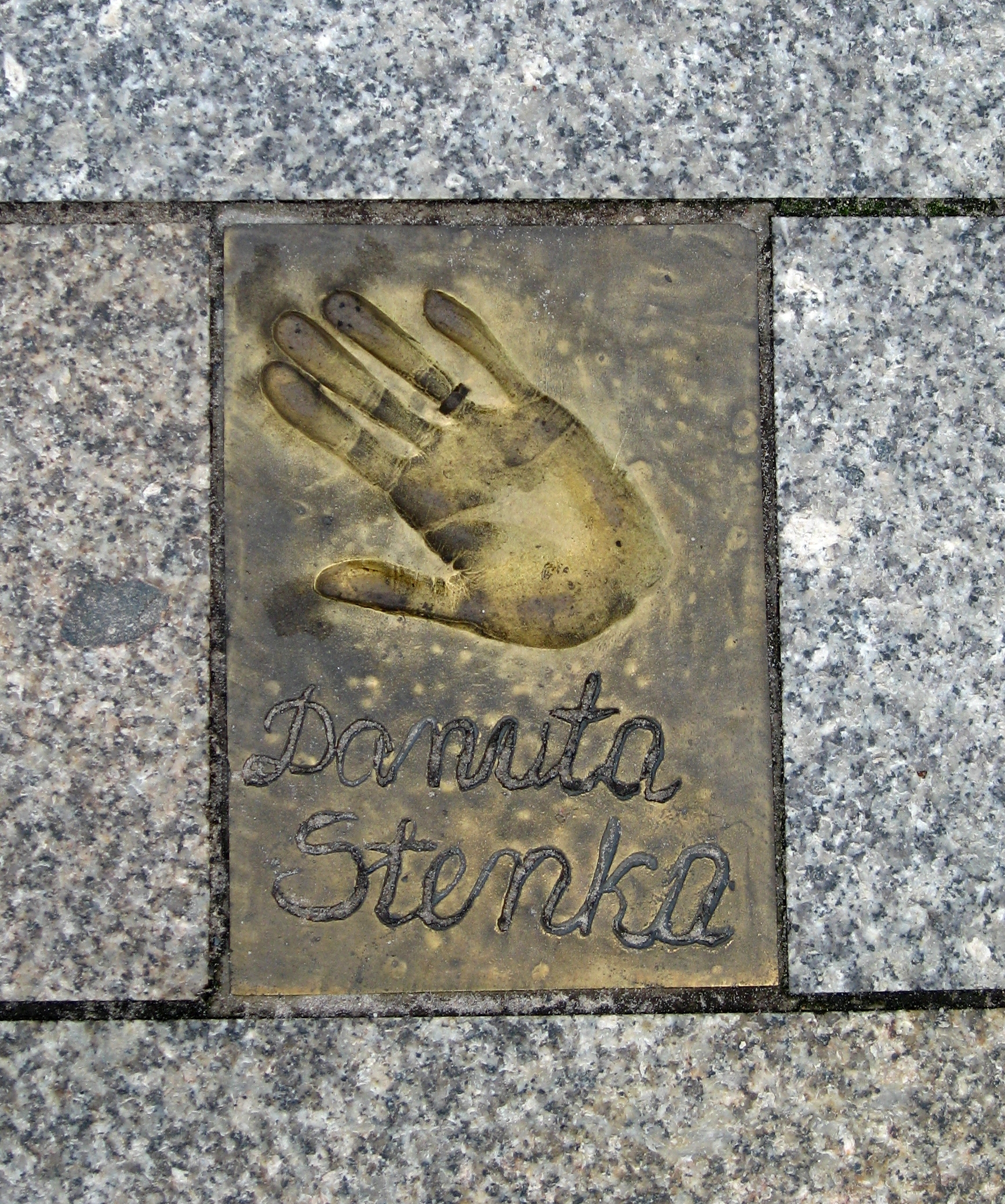
Odcisk dłoni Danuty Stenki na Promenadzie Gwiazd w Międzyzdrojach

- 1988: Nagroda Artystyczna Młodych im. Stanisława Wyspiańskiego
- 1990: Medal Młodej Sztuki[12]
- 1999: Nominacja do Orła w kategorii „Najlepsza główna rola kobieca” za film Cudze szczęście
- 2001: Odciśnięcie dłoni na Promenadzie Gwiazd w Międzyzdrojach
- 2003: Wielki Splendor[20]
- 2003: Orzeł w kategorii „Najlepsza główna rola kobieca” za film Chopin. Pragnienie miłości
- 2003: Złota Kaczka w kategorii „Najlepsza polska aktorka” za film Chopin. Pragnienie miłości
- 2004: Tytuł Honorowej Obywatelki Gminy Sierakowice za rolę, jaką odgrywa w promowaniu kultury kaszubskiej
- 2006: Nagroda im. Aleksandra Zelwerowicza przyznawana przez redakcję miesięcznika „Teatr” – za sezon 2005/2006, za rolę Ellidy Wangel w przedstawieniu Kobieta z morza według Ibsena w Teatrze Dramatycznym w Warszawie (reż. Robert Wilson)
- 2008: Orzeł w kategorii „Najlepsza drugoplanowa rola kobieca” za film Katyń
- 2009: Złota Kaczka w kategorii „Najlepsza aktorka polskich filmów historyczno-kostiumowych” za filmy Chopin. Pragnienie miłości oraz Prowokator
- 2009: Złota Kaczka w kategorii „Najlepsza rola kobieca sezonu 2008/2009” za film Idealny facet dla mojej dziewczyny
- 2010: Mistrzynie stylu XX-lecia „Twojego Stylu” w kategorii „Teatr i film”
- 2011: Złota Kaczka w kategorii „Aktorka” za film Uwikłanie
- 2011: Złoty Mikrofon za „wybitne role wykreowane w Teatrze Polskiego Radia”[44]
- 2012: Złota Kaczka w kategorii „Aktorka” za film Nad życie
- 2015: Nominacja do Telekamery „Tele Tygodnia” 2015 w kategorii „Aktorka”
- 2020: Nagroda im. Ireny Solskiej za wybitne osiągnięcia aktorskie[100]
- 2021: Grand Prix 61. Kaliskich Spotkań Teatralnych za rolę Charlotty w spektaklu Sonata jesienna w reż. Grzegorza Wiśniewskiego z Teatru Narodowego w Warszawie[1]
- 2021: Nagroda im. Aleksandra Zelwerowicza za najlepsze kreacje aktorskie w sezonie 2020/2021[101]
- 2021: Nagroda im. Cypriana Kamila Norwida[102]
- 2024: Fryderyk w kategorii album roku muzyka chóralna za album Agata Zubel / Maja Kleczewska – Oresteja[103]

### Odznaczenia
- Krzyż Kawalerski Orderu Odrodzenia Polski (nadanie 2015[58]; wręczenie 2025[81])
- Złoty Medal „Zasłużony Kulturze Gloria Artis” (2025)[104]
- Srebrny Medal „Zasłużony Kulturze Gloria Artis” (2011)[41]
- Medal Stolema (2011)[42][43]